# La Verrie
Pour l’article homonyme, voir Verrie.
La Verrie est une ancienne commune française située dans le département de la Vendée, en région Pays de la Loire, ses habitants sont les Verriais et les Verriaises. Au début de l'année 2019, la commune fusionne avec Chambretaud pour former Chanverrie.

## Géographie
Le territoire municipal de La Verrie s'étend sur 4 319 hectares. L'altitude moyenne de la commune est de 145 mètres, avec des niveaux fluctuant entre 57 et 213 mètres,.
La Verrie est une commune de la Vendée, située à une dizaine de kilomètres de Mortagne-sur-Sèvre et à une douzaine kilomètres du Puy du Fou, La Verrie se trouve sur la rive sud de le Sèvre, par opposition à Mortagne-sur-Sèvre qui est sur la rive nord.
Cette commune de la Vendée Choletaise a été marquée comme beaucoup d'autres communes de la région par une industrialisation importante dès les années 1960. L'industrie de la chaussure, par exemple a employé plus de 600 salariés durant de nombreuses décennies.
La commune est le siège d'une importante société de transport routier : Dachser Intelligent Logistics (anciennement Transports Graveleau).[réf. nécessaire]

### Communes limitrophes
| Saint-Aubin-des-Ormeaux   | Evrunes (Mortagne-sur-Sèvre) | Mortagne-sur-Sèvre      |
| Saint-Martin-des-Tilleuls | La Verrie                    | Saint-Laurent-sur-Sèvre |

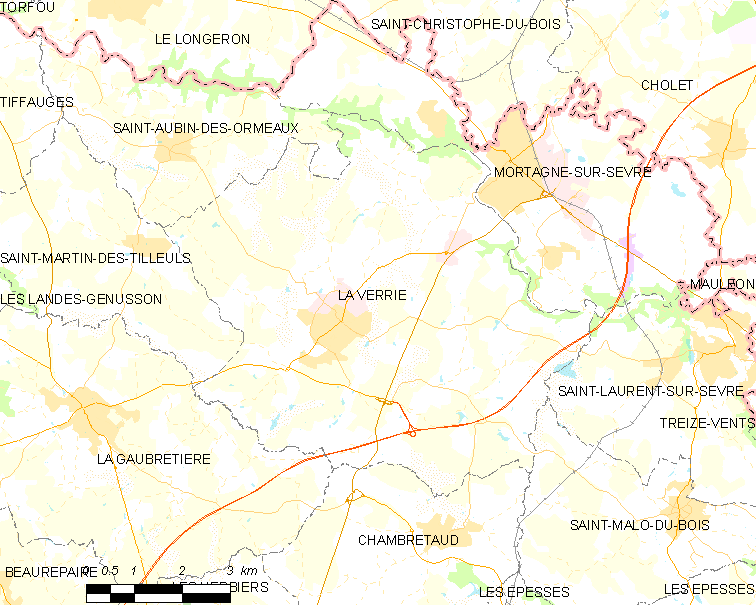
Carte de la commune.

| La Gaubretière            | Chambretaud (Chanverrie)     | Saint-Malô-du-Bois      |

## Environnement
La Verrie a obtenu deux fleurs au Concours des villes et villages fleuris (palmarès 2007).

## Histoire
Le 1er janvier 2019, la commune fusionne avec Chambretaud pour former la commune nouvelle de Chanverrie dont la création est actée par un arrêté préfectoral du 21 novembre 2018.

## Héraldique
| Blason | Blasonnement : D'azur à la crosse d'or, accostée à dextre d'un bœuf effrayé contourné d'argent et à senestre de trois merlettes du même ordonnées 2 et 1. |

## Politique et administration

### Liste des maires
| Période                                  | Période          | Identité               | Étiquette                       | Qualité |
| ---------------------------------------- | ---------------- | ---------------------- | ------------------------------- | --- |
| ?                                        | 1908             | Paul-Antoine Bourgeois | Union des droites (monarchiste) | Médecin, propriétaire Député, élu dans la Vendée (1871-1906) Conseiller général, élu dans le canton de Mortagne-sur-Sèvre (1864-1912) Président du conseil général de la Vendée (1910) |
| Maire en 1911                            |                  | M. Poupelin            |                                 | |
| Les données manquantes sont à compléter. |                  |                        |                                 | |
| 1953                                     | 1959             | Antoine Guitton        | CNI                             | Exploitant agricole Député, élu dans la Vendée (1951-1958) Député, élu dans la 4e circonscription de la Vendée (1958-1962)                                                             |
| 1959                                     | 1989             | Henri-Victor Mallard,  |                                 | Professeur de droit |
| mars 1989                                | 18 mars 2001     | Alexis Raveleau        | DVD                             | Banquier |
| 18 mars 2001,                            | 30 mars 2014     | Jean-Paul Rongeard     | DVD                             | Chef de projet retraité |
| 30 mars 2014                             | 31 décembre 2018 | Jean-François Fruchet  | DVD                             | Exploitant agricole Vice-président de la communauté de communes du Pays-de-Mortagne |
| Les données manquantes sont à compléter. |                  |                        |                                 | |

### Liste des maires délégués
| Période         | Période      | Identité              | Étiquette | Qualité                                               |
| --------------- | ------------ | --------------------- | --------- | ----------------------------------------------------- |
| 10 janvier 2019 | 26 mai 2020, | Jean-François Fruchet | DVD       | Exploitant agricole Maire de Chanverrie (depuis 2019) |

À la suite du renouvellement du 15 mars 2020, le premier conseil municipal de Chanverrie fait le choix de ne pas nommer de maire délégué dans la commune déléguée de la Verrie. Ainsi, depuis le 26 mai 2020, le poste de maire délégué est vacant,.

## Démographie

### Évolution démographique
L'évolution du nombre d'habitants est connue à travers les recensements de la population effectués dans la commune depuis 1800. Pour les communes de moins de 10 000 habitants, une enquête de recensement portant sur toute la population est réalisée tous les cinq ans, les populations de référence des années intermédiaires étant quant à elles estimées par interpolation ou extrapolation. Pour la commune, le premier recensement exhaustif entrant dans le cadre du nouveau dispositif a été réalisé en 2004.

En 2016, la commune comptait 3 987 habitants, en évolution de +6,41 % par rapport à 2010 (Vendée : +5,33 %, France hors Mayotte : +2,11 %).
| 1800  | 1806  | 1821  | 1831  | 1836  | 1841  | 1846  | 1851  | 1856  |
| ----- | ----- | ----- | ----- | ----- | ----- | ----- | ----- | ----- |
| 1 652 | 1 590 | 1 721 | 1 906 | 1 849 | 1 874 | 1 937 | 1 972 | 1 973 |

| 1861  | 1866  | 1872  | 1876  | 1881  | 1886  | 1891  | 1896  | 1901  |
| ----- | ----- | ----- | ----- | ----- | ----- | ----- | ----- | ----- |
| 2 042 | 2 125 | 2 127 | 2 178 | 2 232 | 2 311 | 2 359 | 2 265 | 2 248 |

| 1906  | 1911  | 1921  | 1926  | 1931  | 1936  | 1946  | 1954  | 1962  |
| ----- | ----- | ----- | ----- | ----- | ----- | ----- | ----- | ----- |
| 2 239 | 2 174 | 2 012 | 2 031 | 2 061 | 2 058 | 2 087 | 2 244 | 2 319 |

| 1968  | 1975  | 1982  | 1990  | 1999  | 2004  | 2006  | 2009  | 2014  |
| ----- | ----- | ----- | ----- | ----- | ----- | ----- | ----- | ----- |
| 2 470 | 2 845 | 3 241 | 3 497 | 3 539 | 3 596 | 3 591 | 3 706 | 3 879 |

| 2016  | - | - | - | - | - | - | - | - |
| ----- | - | - | - | - | - | - | - | - |
| 3 987 | - | - | - | - | - | - | - | - |

En 2010, La Verrie occupait le 2 760e rang au niveau national, alors qu'elle était au 2 636e en 1999, et le 34e au niveau départemental sur 282 communes.

### Pyramide des âges
La population de la commune est relativement jeune. Le taux de personnes d'un âge supérieur à 60 ans (20,6 %) est en effet inférieur au taux national (21,6 %) et au taux départemental (25,1 %).
Contrairement aux répartitions nationale et départementale, la population masculine de la commune est supérieure à la population féminine (50,3 % contre 48,4 % au niveau national et 49 % au niveau départemental).
La répartition de la population de la commune par tranches d'âge est, en 2007, la suivante :
- 50,3 % d’hommes (0 à 14 ans = 19,2 %, 15 à 29 ans = 18,1 %, 30 à 44 ans = 19,7 %, 45 à 59 ans = 24,5 %, plus de 60 ans = 18,5 %) ;
- 49,7 % de femmes (0 à 14 ans = 18,5 %, 15 à 29 ans = 16,8 %, 30 à 44 ans = 18,2 %, 45 à 59 ans = 23,9 %, plus de 60 ans = 22,6 %).

| Hommes | Classe d’âge | Femmes |
| ------ | ------------ | ------ |
| 0,3    | 90 ans ou +  | 1,7    |
| 5,9    | 75 à 89 ans  | 8,5    |
| 12,3   | 60 à 74 ans  | 12,4   |
| 24,5   | 45 à 59 ans  | 23,9   |
| 19,7   | 30 à 44 ans  | 18,2   |
| 18,1   | 15 à 29 ans  | 16,8   |
| 19,2   | 0 à 14 ans   | 18,5   |

| Hommes | Classe d’âge | Femmes |
| ------ | ------------ | ------ |
| 0,4    | 90 ans ou +  | 1,2    |
| 7,3    | 75 à 89 ans  | 10,6   |
| 14,9   | 60 à 74 ans  | 15,7   |
| 20,9   | 45 à 59 ans  | 20,2   |
| 20,4   | 30 à 44 ans  | 19,3   |
| 17,3   | 15 à 29 ans  | 15,5   |
| 18,9   | 0 à 14 ans   | 17,4   |

## Lieux et monuments

### Sites naturels
- Intersection du 47e parallèle nord et du 1er méridien à l'ouest de Greenwich se trouve sur le territoire de la commune (voir aussi le Degree Confluence Project).
- Pierre Branlante de La Tour (curiosité géologique).

### Monuments cultuels
- Église Saint-Maixent, reconstruite au XIXe siècle.
- Chapelle de l'Élu (XVe siècle).

### Édifices civils
- Motte du Châtelier, restes d'une ancienne motte féodale.
- Château de La Vachonnière.
- Château de Boisy-Sourdis, anciennement dit La Borderie-Sourdis (XVe siècle-XIXe siècle), propriété historique de la famille d'Escoubleau de Sourdis.
- Logis de La Frenaye.
- Logis de Sapinaud, restes du château de La Verrie, correspondant aujourd'hui au presbytère, ancienne propriété du général vendéen  Louis Sapinaud de La Verrie.

## Personnalités liées à la commune
- Louis Sapinaud de La Verrie (1738-1793), l'un des chefs de l'insurrection vendéenne.
- Jeanne Ambroise de Sapinaud de Boishuguet (1736-1820), figure de la guerre de Vendée, y meurt.
- Paul-Antoine Bourgeois (1827-1912), conseiller général (1864-1912) et député de la Vendée (1871-1906), président du Conseil général (1910-1912), maire de La Verrie.
- La famille Jouan de Kervenoaël, dont :
  - Henri Jouan de Kervenoaël (1836-1922), intendant général des Armées.
  - Émile de Kervenoaël (1862-1945), conseiller général, député de la Vendée (1924-1928), maire de La Verrie.
- Michel Chamard (né en 1949) , historien et ancien journaliste, spécialiste de l'histoire de la Vendée.
- Jacques Raveleau-Duparc (né en 1957), chanteur et metteur en scène.
- Alexandre Raveleau (né en 1982) , auteur et journaliste, spécialiste du cinéma et de la télévision.
- Louise Maraval (née en 2001), athlète spécialiste du 400 mètres haies, y a passé son enfance et adolescence.
- Strollad, groupe de ska celtique formé en 1998, dont c'est la commune d'origine

## Événements
Le 22 juillet 2006, le Festival de Poupet organise pour ses 20 ans un concert de Johnny Hallyday sur un terrain du Vendéopôle.

## Jumelages
En 1994.
- Volovăț, Suceava, Roumanie
- Germaringen, Bavière, Allemagne depuis 1976